# 李廣 (明朝宦官)
李广（？年—1498年），明朝宦官，明孝宗朝内侍。

## 生平
他以符箓祷祀迷惑明孝宗，由此作奸舞弊，假传圣旨授传奉官，四方争相贿赂。他擅自夺取京畿民田，专盐利巨万。建造宅第，引玉泉山的水绕宅而行。给事中叶绅、御史张缙弹劾他，明孝宗不理。弘治十一年，他向明孝宗建议在万岁山造毓秀亭，亭子修成，公主夭折。不久，清宁宫起火。有人说，建亭犯岁忌，太皇太后周氏因此怀恨他，李广害怕自杀。明孝宗派人到他家搜索，发现文武大臣贿赂他黄白米各千百石，黄米就是金子，白米就是银子。明孝宗大怒，下法司纠察。交结李广的官员，向孝宗的妻舅寿宁侯张鹤龄求告，于是搁置此案。

## 传記資料
- 《明史》宦官列传